# ヘルプ!4人はアイドル
『ヘルプ!4人はアイドル』（英語: Help!）は、1965年のイギリスの冒険コメディ映画。ザ・ビートルズの第2作目の主演映画。

## 概要
前作の『ビートルズがやって来るヤァ!ヤァ!ヤァ!』同様リチャード・レスターが監督を務める。前作が予算が56万ドル、モノクロだったのに対し予算100万ドル、そしてフルカラーで撮影された。
内容は、リンゴ・スターの持っていた指輪を巡ってメンバーたちが事件に巻き込まれるというもの。
撮影地にバハマが選ばれた背景には、当時ビートルズの財務アドバイザーだったウォルター・ストラック（Walter Strach）が、イギリスの非常に高い累進所得税率（最高で約95%）による課税を回避するため、バハマにいわゆる「タックスシェルター」（本国での課税を回避する目的に収益をプールしておく法人）の設立を計画しており、その要件の一つである「バハマに1年間以上居住していること」を満たす目的があった。実際、本映画の収益はバハマに設立されたプロダクションに入り、出演料は同プロダクションからバハマの銀行にある各メンバーの口座に支払われ、高額課税の回避には成功したという。
エンドロールには『セビリアの理髪師』の序曲が使用され指輪に写った共演者が自在なポーズをとり最後にビートルズが現れる。曲中には4人がふざけた会話をしジョージ・ハリスンが「アイ・ニード・ユー・バイ・ジョージ・ハリスン！」と執拗に言っている。
ザ・スパイダースやザ・タイガースやザ・ジャガーズらGS主演映画は本作のドタバタの部分を拝借し、チェッカーズの「CHECKERS IN TAN TAN たぬき」や光GENJIの「ふ・し・ぎ・なBABY」、TVアニメ「魔法の天使クリィミーマミ」の第20話「危険なおくりもの!」にも影響を与えた。
日本での公開は1965年12月13日。正月映画として、銀座にあったニュー東宝で封切られた。入替制がとられ、トイレやスクリーンの後方に隠れた入場者も全て交替させられた。前売り券は65年12月11日から発売された。

## ストーリー
東洋のカルトが儀式で女神カーリに女性を生贄に捧げようとしている。祭司長が彼女が生贄の指輪をはめていないことに気づく。生贄になろうとしている女性が、自分がファンであるビートルズのドラマー、リンゴ・スターにその指輪を贈ってしまっていたのである。指輪を取り戻した上で女性を生贄に捧げるために、祭司長のクラン、カルトのメンバー数名、高位の女性祭司のアーメがロンドンへ向かう。リンゴに気付かれること無く指輪を盗もうとするが何度か失敗した後、彼らはインド料理店でリンゴを襲う。リンゴは、指輪を渡さなければ自分が次の生贄にされてしまうことを知る。しかし、指輪は指から抜けなくなってしまっている。
ビートルズの4人はカルトのメンバーにロンドン中を追いかけ回される。宝石商も指輪を切断出来なかったことから、4人はマッド・サイエンティストのフット教授とその助手アルジャーノンを頼るが上手くいかない。フット教授は、自分の手段が奏功しなかったことから、指輪は極めて特殊な物質で出来ていると考え、その物質により金儲けをするために何とかして指輪を自分のものにしようと企む。アーメが4人を助けようとやって来て（アーメは冒頭で生贄にされそうになった女性の姉なのである）、一時的に物体を小さくする薬でリンゴの指を細くして指輪を外そうとするが、カルトのメンバーとフットたちが4人の家を襲撃して来たことから、アーメが注射器をポールの上に落してしまい、割れた注射器内の液体を浴びたポールの身体が小さくなってしまう。
ポールが元の大きさに戻ると、4人はオーストリアのアルプスに逃げ、カルト一味に隠れて4人を助けようとしているアーメのおかげで、カルトが仕掛けた罠から辛うじて逃れる。4人はスコットランド・ヤードに保護を求める。4人はフットたちからも辛くも逃れ、バッキンガム宮殿に隠れる。その後、パブで、クランは落とし戸の罠をリンゴに仕掛ける。
リンゴがわなから逃れた後、4人はバハマに逃げ、カルトのメンバーとフットらが後を追い、その後を現地警察が追う。リンゴが捕まりそうになった後、警察は他のメンバー3人にリンゴの変装をさせてカルトのメンバーを出し抜く。しかし、3人と警察の努力にも拘わらず、フットたちはリンゴを捕まえてボートに閉じ込めてしまう。そこでフットは指輪を手に入れるためにリンゴの指を切り落とそうとする。アーメはフットたちに物体を小さくする薬を渡す代わりにリンゴを救い出す。2人は海に飛び込んで逃げるが、リンゴは泳げず、2人はクランとその手下に捕らえられてしまう。
そして、リンゴが浜辺で生贄にされそうになった時、指輪が突然リンゴの指から外れる。リンゴはクランの指にその指輪をはめる。するとクランは4人の曲「ヘルプ!」が流れる中、自分の手下に追われることになる。

## ギャラリー

バハマ、バルモラル島
バハマ、バルモラル島
オーストリア、アルプス

## キャスト
| 役名                   | 俳優                   | 日本語吹替 |
| ---------------------- | ---------------------- | ---------- |
| ジョン・レノン         | ジョン・レノン         | 広川太一郎 |
| ポール・マッカートニー | ポール・マッカートニー | 井上真樹夫 |
| ジョージ・ハリスン     | ジョージ・ハリスン     | 堀勝之祐   |
| リンゴ・スター         | リンゴ・スター         | 鈴木やすし |
| クラング大司祭         | レオ・マッカーン       | 滝口順平   |
| アーメ女官             | エレノア・ブロン       | 小原乃梨子 |
| 宝石商                 | ピーター・コプリー     | 槐柳二     |
| 案内役（ナレーター）   | N/A                    | 土居まさる |

- 日本語吹替：NETテレビ版・初回放送1971年12月24日『洋画特別席』
  - 翻訳：木原たけし、プロデューサー：久保田直秀

## 収録曲
イギリス盤公式オリジナル・アルバム『ヘルプ!』A面収録曲から、以下の楽曲が使われている。
- ヘルプ! - Help!
- 恋のアドバイス - You're Going to Lose That Girl
- 悲しみはぶっとばせ - You've Got to Hide Your Love Away
- 涙の乗車券 - Ticket to Ride
- アイ・ニード・ユー - I Need You
- ザ・ナイト・ビフォア - The Night Before
- アナザー・ガール - Another Girl

## 関連商品

### 映像ソフト
1989年にビデオソフトで発売されたあと1998年にビデオとDVDでリリースされていたが、現在は廃盤。
2007年11月7日、ヘルプ!のタイトルで新たに再DVD化された。新たに特典映像としてメイキングや当時の予告編、監督リチャード・レスターや共演したエレノア・ブロンのインタビュー等が収録されている。
2013年6月26日にブルーレイで発売。上記再DVD化でデジタル復元されたものと同じ本編とボーナス・ディスクを収録。

### 書籍
- ビートルズ写真集 〜映画『HELP!』の撮影現場から〜（2015年9月17日、ヤマハミュージックメディア） ※公開50周年を記念し日米同時発売[4]